# Grand Prix d'Isbergues 1991
Il Grand Prix d'Isbergues 1991, quarantacinquesima edizione della corsa, si svolse il 22 settembre 1991 su un percorso di 214 km, con partenza e arrivo a Isbergues. Fu vinto dal francese Jacky Durand della Castorama-Raleigh davanti al belga Jan Mattheus e al danese Kim Andersen.

## Ordine d'arrivo (Top 10)
| Pos. | Corridore         | Squadra                     | Tempo    |
| ---- | ----------------- | --------------------------- | -------- |
| 1    | Jacky Durand      | Castorama-Raleigh           | 5h31'08" |
| 2    | Jan Mattheus      | La William-Saltos-Duvel     |          |
| 3    | Kim Andersen      | Z-Peugeot                   |          |
| 4    | Adri Van Der Poel | Tulip Computers-Koga Miyata |          |
| 5    | Danny Nelissen    | PDM-Ultima-Concorde         |          |
| 6    | Francois Simon    | Castorama                   |          |
| 7    | Stephen Roche     | Tonton Tapis                |          |
| 8    | Martial Gayant    | Toshiba                     |          |
| 9    | Olaf Lurvik       | Toshiba                     |          |
| 10   | Raymond Meijs     | Koga Miyata                 |          |